# 2008년 파키스탄 지진
2008년 파키스탄 지진은 2008년 10월 29일 파키스탄의 발루치스탄 주에서 발생한 규모 6.4의 지진이다. 215명이 사망했고 200명 이상이 부상당했다.

## 같이 보기
- 2005년 남아시아 지진